# かきくらべ
かきくらべとは

## かきくらべ（祭礼）
祭礼に用いられる祭り山車のうち、肩にかついで運行する形態の神輿・太鼓台・担ぎだんじり・ちょうさ等を「競い合って かく(舁く/担ぐ)」様子を指す。神前で奉納のために行われるのが本来のかきくらべである。
しかし近年では 多数の屋台でのかきくらべを観衆に披露する目的のほうがより優先される風潮にあり、このため近年の祭礼では境内や神楽場での奉納よりも むしろ学校のグラウンドや交差点、また駅前の駐車場といった広い場所での観衆への披露のためのかきくらべが多く行われている。
また一般的に この表現が祭礼以外の場面で用いられることはない。

## かきくらべ（菓子）
愛媛県新居浜市の菓子店、永久堂が発売している菓子。新居浜太鼓祭りの際、この店のそば多喜浜駅前でかきくらべが開催されることにちなむ。太鼓台が描かれた包装紙にくるまれている。